# Гойграбен
Гойграбен (нім. Heugraben) — громада на сході Австрії у федеральній землі Бургенланд. Входить до складу округу Гюссінг.
Населення становить 204 особи (на 1 січня 2016 року). Площа — 6,47 км².

## Демографія
Населення згідно з переписами різних років